# Niedźwiedź, Tỉnh West Pomeranian
Niedźwiedź [ˈɲɛd͡ʑvjɛt͡ɕ] (tiếng Đức: Barenbruch) là một ngôi làng thuộc khu hành chính của Gmina Kobylanka, thuộc hạt Stargard, West Pomeranian Voivodeship, ở phía tây bắc Ba Lan. Nó nằm khoảng 5 kilômét (3 mi)   phía tây bắc Kobylanka, 15 km (9 mi) về phía tây của Stargard và 17 km (11 mi) về phía đông của thủ đô khu vực Szczecin.
Trước năm 1945, khu vực này là một phần của Đức. Đối với lịch sử của khu vực, xem Lịch sử của Pomerania.
Ngôi làng có dân số là 316 người.